# 117
| Calendário gregoriano                                                        | 117 CXVII                     |
| Ab urbe condita                                                              | 870                           |
| Calendário arménio                                                           | -435 – -434                   |
| Calendário bahá'í                                                            | -1727 – -1726                 |
| Calendário budista                                                           | 661                           |
| Calendário chinês                                                            | 2813 – 2814                   |
| Calendário copta                                                             | -167 – -166                   |
| Calendário etíope                                                            | 109 – 110                     |
| Calendários hindus - Vikram Samvat - Calendário nacional indiano - Cáli Iuga | 172 – 173 38 – 39 3217 – 3218 |
| Calendário Holoceno                                                          | 10117                         |
| Calendário islâmico                                                          | 521 BH – 520 BH               |
| Calendário judaico                                                           | 3877 – 3878                   |
| Calendário persa                                                             | 505 BP – 504 BP               |
| Calendário rúnico                                                            | 367                           |
| Calendário solar tailandês                                                   | 660                           |

117 (CXVII, na numeração romana) foi um ano comum do século II do Calendário Juliano, da Era de Cristo,  e a sua letra dominical foi D (53 semanas), teve início a uma quinta-feira e terminou também a uma quinta-feira.
| Ano completo                        |
| ----------------------------------- |
| Ano comum com início à quinta-feira |

## Eventos
- Trajano foi o responsável pela extensão máxima do Império Romano em 117 d.C., ao estender a fronteira até incluir a Mesopotâmia na alçada de Roma.

## Nascimentos
- Élio Aristides, orador grego (m. 181).[1]

## Mortes
- 8 de Agosto - Trajano (imagem), Imperador Romano